# Bolitoglossa nicefori
Espèce
Statut de conservation UICN

 LC  : Préoccupation mineure
Bolitoglossa nicefori est une espèce d'urodèles de la famille des Plethodontidae.

## Répartition
Cette espèce est endémique de Colombie. Elle se rencontre dans les départements de Santander et de Norte de Santander entre 1 400 et 2 400 m d'altitude sur le versant Ouest de la cordillère Orientale.

## Description
Le mâle holotype mesure 89,4 mm dont 46,8 mm de longueur standard et 42,6 mm pour la queue.

## Étymologie
Cette espèce est nommée en l'honneur d'Hermano Nicéforo María.

## Publication originale
- Brame & Wake, 1963 : The salamanders of South America. Contributions in Science. Natural History Museum of Los Angeles County, no 69, p. 1-72 (texte intégral).